# Айрер, Якоб
Яков (Якоб) Айрер Старший (нем. Jakob Ayrer; март 1544, Нюрнберг — 24 марта 1605, Нюрнберг) — немецкий драматург, поэт, автор ряда комических бурлесков.
Современник и преемник Ганса Сакса.

## Биография
О жизни Я. Айрера известно лишь то, что родился он в семье скульптора. Происходил, вероятно, из Франконии. Служил у торговца металлом в Нюрнберге, позже основал сам такую же лавку; затем поселился в Бамберге. По-видимому, изучал богословие и юриспруденцию в местном университете. Стал судебным писарем. В 1593 году вернулся в Нюрнберг. В конце XVI и в начале XVII века работал императорским нотариусом и прокурором двора и городского суда в Нюрнберге.
Плодовитый писатель. Драматические произведения Я. Айрера не были напечатаны при его жизни, только его наследники и друзья издали в 1618 году часть его сочинений под заглавием: «Opus theatricum, 30 ausbündige schöne Comedien und Tragedien, somit noch andern 36 schönen, süssigen und küntzweiligen Fassnacht- oder Possenspielen» (Нюрнберг, 1618 г.); в них, как обозначено на немецком заглавии, 30 замечательных комедий и трагедий, и 36 прекрасных и забавных масленичных пьес (фастнахтшпилей). Древняя история, хроники, народные предания, сочинения Плавта, Боккачио и других, были источниками, из которых он черпал идеи своих пьес.
Я. Айрер почти всегда с величайшей точностью объявляет о том в прологах или эпилогах, которые читал у него почётный герольд, лицо необходимое во всех его пьесах. Айрер не придерживался никаких правил, и выводил без разбора и в комедиях и в трагедиях на сцену шута, который игрою слов и шутками, часто очень вольными и площадными, смягчал умиление, которое могли произвести на зрителей важные трагические сцены.
Трагедии Айрера или повести в разговорах; такие например, как трагедия под заглавием «О построении города Рима» (Von Erbauung der Stadt Rom), начинается задолго до рождения Ромула, и кончится смертью героя.
Айрер уступает Гансу Саксу в остроумии, живости и умелом употреблении языка, но в известной мере превосходит его в искусстве характеристики и драматического развития. Некоторые его пьесы — переделки с английского. Английское влияние сказывается особенно в его манере представлять шутов, а также в форме его пьес с пением (изданных в числе «Fassnachtspiele») — первых произведений в этом роде на немецком языке. При всем том Айрер имел неоспоримый драматический талант, и многие из его пьес, в особенности комедии, заслуживают похвалу. Слог его вообще силён, сжат и чище, нежели у большей части его предшественников. В собрании его сочинений есть несколько пьес, сочиненных для пения, которые можно назвать первыми опытами оперы в Германии.

## Избранные сочинения
- Von der Erbauung Roms. 1595.
- Von der schönen Melusina. 1598.
- Von dreien bösen Weibern. 1598.
- Von zweien Brüdern aus Syragusa.
- Comedia von der Schönen Sidea. 1605.
- Spiegel weiblicher zucht und ehr. 1618.
- Opus Theatricum. Scherff, Nürnberg 1618.
- Обработка Вольфдитриха